# Taboão da Serra
Taboão da Serra, amtlich portugiesisch Município de Taboão da Serra, ist eine Großstadt in der Metropolregion São Paulo im brasilianischen Bundesstaat São Paulo. Sie liegt 18 km südwestlich von der Hauptstadt São Paulo entfernt. Im Jahr 2010 lebten in Taboão da Serra 244.528 Menschen auf rund 20,4 km², die Taboenser genannt werden. Das brasilianische Statistikinstitut IBGE schätzte die Bevölkerungszahl am 1. Juli 2019 auf 289.664 Einwohner.

## Geschichte
Die Gemeinde wurde 1959 durch Landesgesetz gegründet.

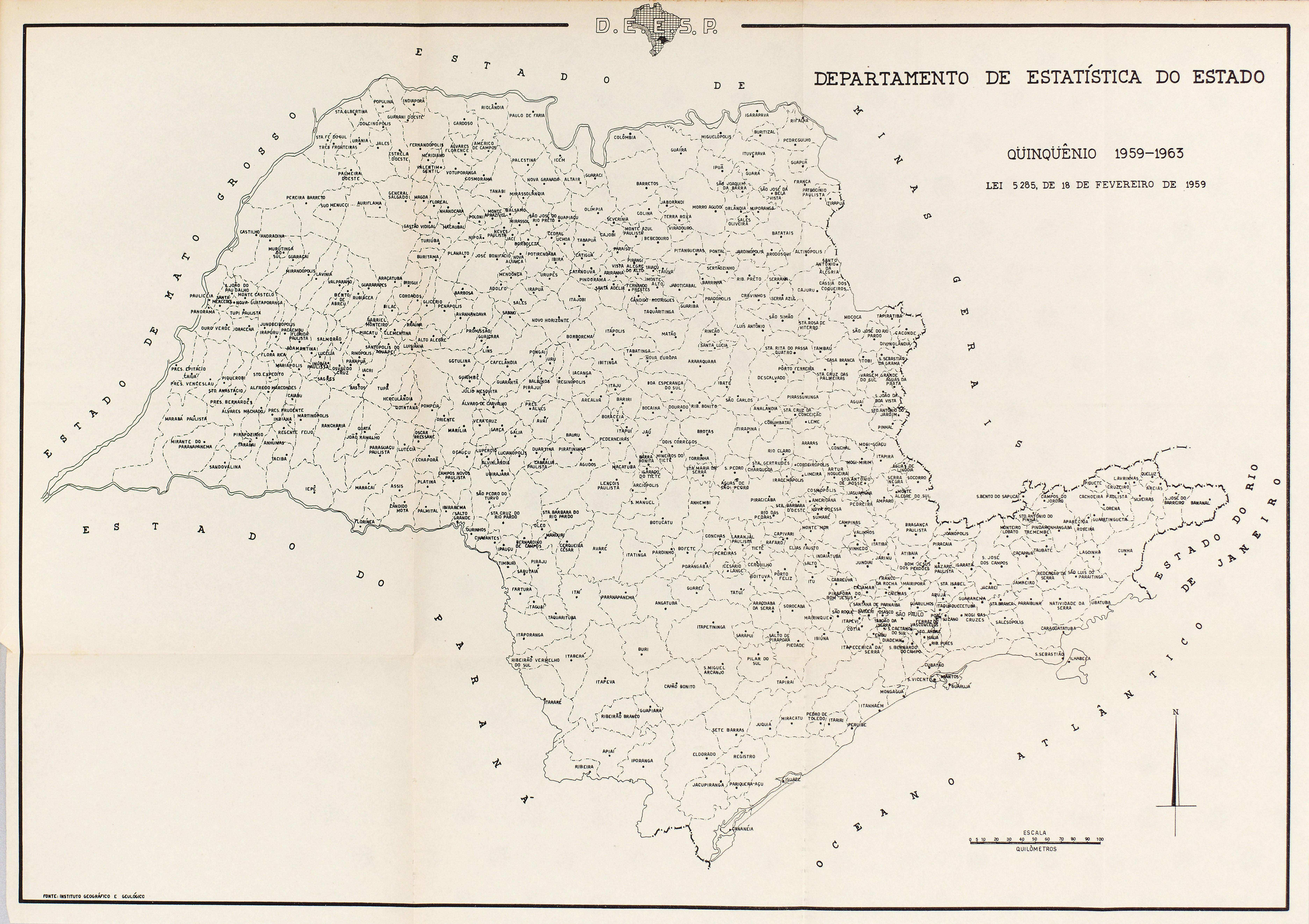
Karte des Bundesstaates São Paulo (1959).

## Geographie
Umliegende Gemeinden sind die Hauptstadt São Paulo, Embu das Artes und Cotia. Sie steht an 27. Stelle der 645 Munizips des Bundesstaates nach Bevölkerung und Wirtschaft, das für brasilianische Verhältnisse kleine Gemeindegebiet nur an 641. Stelle.

## Kommunalverwaltung
Stadtpräfekt (Exekutive) ist seit der Kommunalwahl 2016 für die Amtszeit 2017 bis 2020 der wiedergewählte Fernando Fernandes Filho des Partido da Social Democracia Brasileira (PSDB).

## Söhne und Töchter der Stadt
- Júnior Urso (* 1989), Fußballspieler
- Rico Dalasam (* 1989), Sänger